# Wojciech Urbański (reżyser)
Wojciech Urbański (ur. 11 listopada 1982 w Ostrowi Mazowieckiej) – polski reżyser teatralny, aktor telewizyjny i filmowy, reżyser dubbingu.

## Życiorys
Absolwent Wydziału Aktorskiego Akademii Teatralnej w Warszawie (2006) oraz Wydziału Reżyserii Państwowej Akademii Sztuki Teatralnej w Sankt Petersburgu (2011). W czasie studiów asystował m.in. Mai Komorowskiej czy Agnieszce Glińskiej. Ukończył kurs reżyserii Studio Prób w Szkole Wajdy (2023). 
Wyreżyserował ponad 20 spektakli w Polsce i w Rosji. Współpracował m.in. z warszawskimi teatrami: Powszechnym, Współczesnym, Dramatycznym, Ateneum oraz rosyjskimi m.in. Teatrem Praktika w Moskwie czy Omskim Państwowym Teatrem Dramatycznym. Jako reżyser w Polsce zadebiutował spektaklem Marzenie Nataszy Jarosławy Pulinowicz w Teatrze Powszechnym w Warszawie, za który otrzymał nagrodę za najlepszy debiut reżyserski na Festiwalu Pierwszy Kontakt w Toruniu w 2012. W latach 2013–2015 był konsultantem do spraw programowo-artystycznych w Teatrze Współczesnym w Warszawie. Sięgał po twórczość Aleksandra Mołczanowa, Dimitrija Bogosławskiego, Hanocha Levina, Elżbiety Chowaniec, Iwana Wyrypajewa, Mirona Białoszewskiego, Tadeusza Słobodzianka, Tadeusza Różewicza.
Reżyser słuchowisk w Teatrze Polskiego Radia i realizacji w Teatrze Telewizji. Reżyser dubbingu przy wielu filmach i serialach telewizyjnych. Współpracował z Laboratorium Dramatu działającym w Teatrze Dramatycznym w Warszawie.
Mąż aktorki Magdaleny Górskiej (od 2011), tata Niny (2011) i Heleny (2017)

## Wybrane realizacje

### Teatralne
- Mrok Mariusza Bielińskiego, Etiud Teatr w Sankt Petersburgu (2010)
- Marzenie Nataszy Jarosławy Pulinowicz, Teatr Powszechny w Warszawie (2012)
- Zabójca Aleksandra Mołczanowa, Teatr Współczesny w Warszawie (2013)
- Krasnaja ptica Pavla Rossolko, Teatr Praktika w Moskwie (2013)[9]
- Saszka Dimitrija Bogosławskiego, Teatr Współczesny w Warszawie (2014)
- Requiem Hanocha Levina, Teatr Współczesny w Warszawie (2014)
- Letnie osy kąsają nas nawet w listopadzie Iwana Wyrypajewa, Teatr Dramatyczny w Warszawie (2015)
- Błogie dni Deirdre Kinahan, Teatr Ateneum w Warszawie (2015)
- Gardenia Elżbiety Chowaniec, Teatr Dramatyczny w Krasnojarsku (2015)
- Iluzje Iwana Wyrypajewa, Teatr Estrady w Sankt Petersburgu (2016)[10]
- Kharms.doc na podstawie twórczości Danila Charmsa w Muzeum Anny Achmatowej w Sankt Petersburgu (2016)[11]
- Tajny dziennik Mirona Białoszewskiego, Teatr Dramatyczny w Warszawie (2017)[12]
- Iluzje Iwana Wyrypajewa (spektakl dyplomowy), Akademia Teatralna w Warszawie (2018)
- Pijani Iwana Wyrypajewa, Teatr Dramatyczny w Warszawie (2018)
- Fatalista Tadeusza Słobodzianka, Teatr Dramatyczny w Warszawie (2019)
- Łowca Dawn King, Teatr Ateneum w Warszawie (2019)
- Letnie osy kąsają nas nawet w listopadzie Iwana Wyrypajewa, Teatr Dramatyczny w Omsku (2020)[13]
- Fatalista. Singerowska historia w V aktach Tadeusza Słobodzianka, Teatr Dramatyczny w Warszawie (2021)[14]
- Pułapka Tadeusza Różewicza, Teatr Dramatyczny w Warszawie (2021)[15]

### Teatr TV
- Gardenia Elżbiety Chowaniec (2017)[16]

### Teatr Polskiego Radia i słuchowiska
- W promieniach. Zupełnie nieznane listy Marii Skłodowskiej-Curie Artura Pałygi (2017)[17]
- Nie głaskało nas życie po głowie na podstawie twórczości Wwładysława Broniewskiego (2017)[18]
- Aliaszka. W nocy czasem jest jasno Magdaleny Górskiej (słuchowisko dla dzieci), (2021)[19]
- Mały roznosiciel nadziei (słuchowisko zrealizowane przez Polskie Radio w ramach akcji „BohaterON – włącz historię!") (2021)[20]
- Alicja w krainie umysłu Kamili Biernackiej (2023)[21]

### Film i telewizja
- Miron Białoszewski. Sen (film krótkometrażowy) (2018)[22]

### Reżyseria dubbingu
- Kosmiczne kurczaki w kosmosie, Disney XD (2018-2019)[23]
- Craig znad potoku, Carton Network (2019–2020)[24]
- Yabba dabba dinozaury, Warner Bros (2019)[25]
- The owl house, Disney (2020)[26]
- The Sleepover, Netflix (2020)[27]
- The Christmas Chronicles, Netflix (2020)[28]
- Upside-Down Magic, Disney (2020)[potrzebny przypis]
- VIVO, Netflix (2021)[29]
- Disney Holiday Magic Quest, Disney (2022)[30]
- Metal Lords, Netflix (2022)[31]
- Holly Hobbie, Disney (2022)[32]
- Viking school, Disney (2022)
- Jack Ryan, Amazon Prime (język ukraiński (2023)[33]

## Filmografia

### Filmy kinowe i telewizyjne, seriale
- Klucz, reż. W. Smarzowski, rola: Witia (2005)

- 1920.Wojna i miłość (serial), reż. M. Migas, rola: Tichonow (2010)

- Drogówka, reż W. Smarzowski, rola: Właściciel jamnika (2012)

- Pod mocnym aniołem. Reż W. Smarzowski, rola: Franz Kafka (2013)

- Ziarno prawdy, reż. Borys Lankosz, rola: Chajm Wajsbrot (2014)

- Kharms, reż. Ivan Bolotnikov, rola: Kharms – prod. Rosyjska (2015)

- Bodo, reż. M. Kwieciński, rola pułkownik NKWD (2015)

- O mnie się nie martw (serial)– rola: Andrzej Werner (2016)

- Komisarz Alex (serial) – rola: Vadim (2016)

- Hanoch odchodzi bez słowa (spektakl telewizyjny), reż. Dariusz Błaszczyk, rola – Hanoch Levin (2016)

- Kler, reż. Wojciech Smarzowski, rola – lekarz (2017)

- Gareth Jones, reż. Agnieszka Holland, rola – Umansky (2018)

- Ziuk. Młody Piłsudski (serial), reż. Jarosław Marszewski, rola – Józef Łukaszewicz (2018)

- Król, reż. Jan P. Matuszyński, rola Józef Kamala-Kurhański (2019)

- Furioza, reż. Cyprian T. Olencki,  rola Analityk (2019)

- Archiwista (serial), rola Irek (2019)

- Śmierć Zygielbojma, reż Ryszard Brylski rola Szymon (2019)

- Zakochani po uszy (serial), rola Adam (2020)

- Erynie, reż. Borys Lankosz, rola Jakowlew (2020)

- Wesele II, reż. Wojciech Smarzowski, rola Aaron (2020)

- Orlęta, reż. Krzysztof Łukaszewicz, rola Politruk (2020)

- Badania ściśle tajne, reż. Iwan Wyrypajew, głos męski (2021)

- Joika, reż. James Napier Robertson, rola Choreograf (2022)

- Skazana (serial) reż. Bartosz Konopka, rola Prawnik (2023)

- LOKATORKA, reż. Michał Otłowski, rola Karol Soja (2023)

- Czerwone Maki, reż Krzysztof Łukaszewicz, rola Radiooperator (2023)

## Nagrody, wyróżnienia i nominacje
- Międzynarodowy Festiwal Kolyada-Plays w Jekaterynburgu; nagroda za najlepszy aktorski duet dla spektaklu Marzenie Nataszy (2012)[34]
- Festiwal Pierwszy Kontakt w Toruniu: nagroda za najlepszy debiut reżyserski oraz debiuty aktorskie dla spektaklu Marzenie Nataszy (2013)[35]

- Mateusz Król (odtwórca głównej roli w spektaklu Zabójca w reż. Wojciecha Urbańskiego) otrzymał nominację do Feliksów warszawskich za najlepszy debiut (2013)[36]

- Nagroda za najlepszą rolę męską w filmie Charms Ivana Bolotnikova na międzynarodowym festiwalu filmowym w Orenburgu[37]
- Teatroteka Fest: wyróżnienie honorowe dla twórców spektaklu Gardenia za „prostotę środków artystycznych i harmonijną pracę całego zespołu” (2018)[38]
- Nominacja do nagrody Litewskiej Akademii Filmowej „Srebrny Żuraw” za najlepszą główną rolę męską w filmie Charms Ivana Bolotnikowa[39]

- Konkurs na Inscenizację Dawnych Dzieł Literatury Polskiej „Klasyka Żywa”: wyróżnienie za twórcze podejście do tekstu niescenicznego w spektaklu Tajny dziennik Mirona Białoszewskiego dla Wojciecha Urbańskiego i Elżbiety Chowaniec za adaptację tekstu (2018)[40]

- Bronze Remi Award dla spektaklu Gardenia na Worldfest w Houston (2019)[41]